# Komigrationsstandard

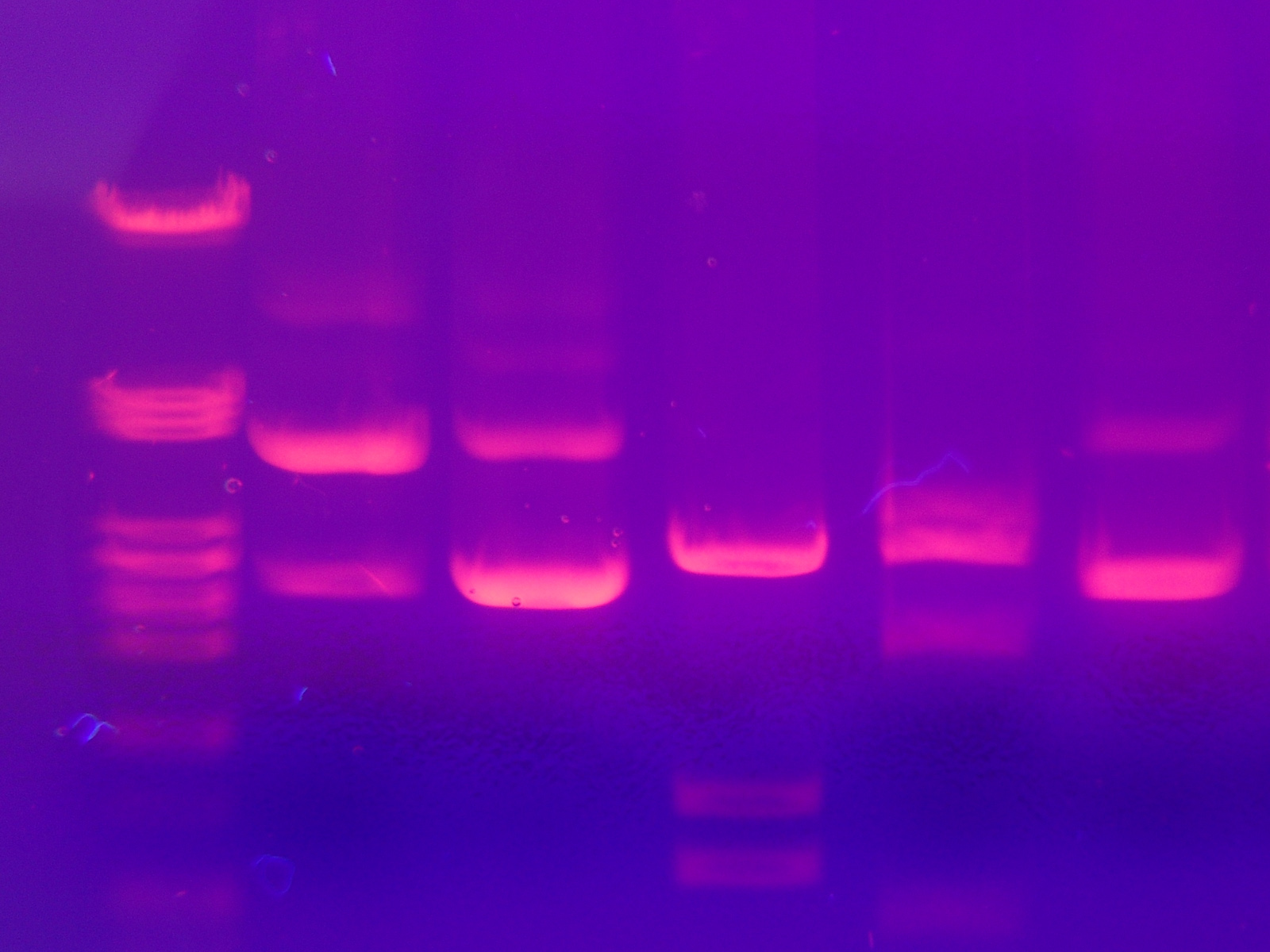
DNA-Banden unter UV-Licht: Links ist der Komigrationsstandard aufgetragen, der als „Leiter“ erscheint

Als Komigrationsstandard oder Comigrationsstandard (umgangssprachlich auch Größenmarker, Größenleiter) bezeichnet man in der Biochemie und Molekularbiologie eine Probe bekannter Zusammensetzung, die in gelelektrophoretischen oder gelpermeationschromatographischen Auftrennungsverfahren eingesetzt wird, um einen Größenvergleich der Moleküle in Proben unbekannter Zusammensetzung zu ermöglichen. Dabei wird die Migration der enthaltenen Substanzen, beispielsweise Proteine oder DNA, in der Probe bekannter Zusammensetzung (Protein- oder DNA-Leiter) mit der Migration der Probe unbekannter Zusammensetzung verglichen. Eine gleiche Migrationsweite im Gel deutet dabei auf gleiche elektrophoretische Laufeigenschaften hin. Die gleichen Laufeigenschaften können mit Gelelektrophoresen, die einen direkten Zusammenhang zwischen der elektrophoretischen Mobilität und der molaren Masse aufweisen (z. B. Proteine per SDS-PAGE, DNA und RNA per Agarose-Gelelektrophorese), zur Bestimmung der Molmasse der in der Probe enthaltenen Moleküle verwendet werden.

## DNA-Marker
DNA-Marker werden in der Agarose-Gelelektrophorese und der Polyacrylamid-Gelelektrophorese verwendet. Einer der früheren DNA-Marker war die DNA des Bakteriophagen λ, die mit dem Restriktionsenzym Hind III geschnitten wurde. Ein weiterer DNA-Marker war die mit HaeIII geschnittene DNA aus dem Bakteriophagen X174. Dabei waren die Größen der Fragmente in unregelmäßigen Abständen zueinander. Durch Ligation von Fragmenten von 100 Basenpaaren Länge kann eine DNA-Leiter mit ebendiesen Abständen erzeugt werden. Es wurden auch längere DNA-Sequenzen mit regelmäßigen Restriktionsschnittstellen per Polymerasekettenreaktion (PCR) erzeugt und anschließend mit der Restriktionsendonuklease SmaI teilweise geschnitten. Weiterhin wurden ausschließlich PCR-basierte Methoden zur Erzeugung von DNA-Leitern entwickelt.

## Proteinmarker

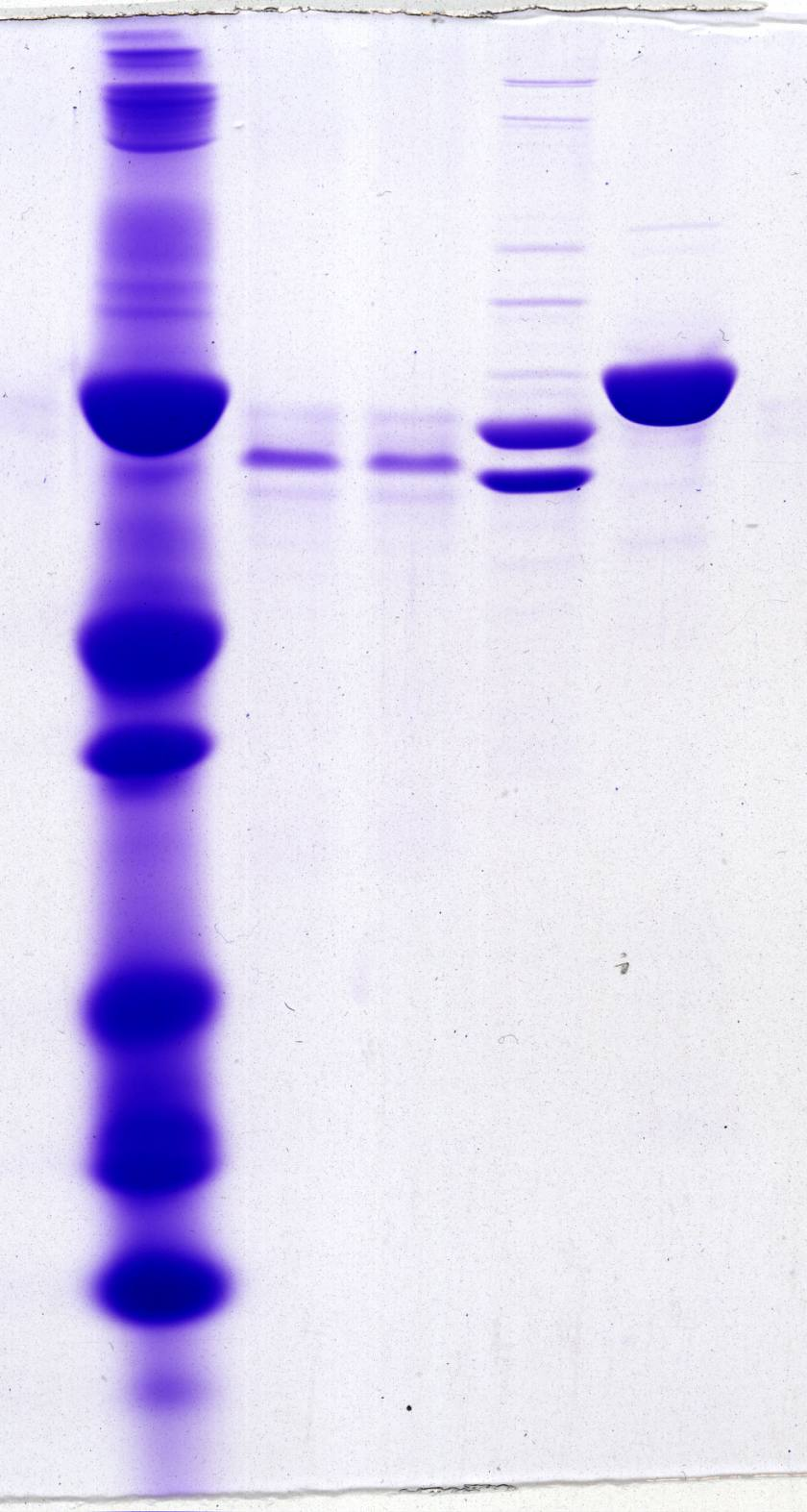
Proteinmarker in der linken Spur. Dicke Banden von oben nach unten: 66, 45, 35, 24, 18 und 9 kDa. In den übrigen Spuren sind gereinigte Hefeproteine aufgetrennt.

Typische Proteine in Proteinmarkern
| Protein                    | Molmasse in einer SDS-PAGE (kDa) |
| Beta-Galactosidase         | 120                              |
| Phosphorylase B            | 94                               |
| Bovines Serumalbumin (BSA) | 67                               |
| Ovalbumin                  | 42,8                             |
| Truthahn-Albumin           | 40                               |
| Carboanhydrase             | 30                               |
| Soja-Trypsininhibitor      | 20,1                             |
| α-Lactalbumin              | 14,4                             |
| Lysozym                    | 14                               |